# Perissus
Perissus är ett släkte av skalbaggar. Perissus ingår i familjen långhorningar.

## Dottertaxa tillPerissus, i alfabetisk ordning[1]
- Perissus aemulus
- Perissus albobifasciatus
- Perissus alticollis
- Perissus angusticinctus
- Perissus aper
- Perissus apicicornis
- Perissus arisanus
- Perissus asperatus
- Perissus atronotatus
- Perissus biluteofasciatus
- Perissus chapaanus
- Perissus chatterjeei
- Perissus clavicornis
- Perissus crassicollis
- Perissus dalbergiae
- Perissus declaratus
- Perissus delectus
- Perissus delerei
- Perissus demonacoides
- Perissus dilatus
- Perissus dohertii
- Perissus elongatus
- Perissus fairmairei
- Perissus fuliginosus
- Perissus fulvopictus
- Perissus glaucinus
- Perissus globithorax
- Perissus granulithorax
- Perissus griseofasciatus
- Perissus griseus
- Perissus hooraianus
- Perissus indistinctus
- Perissus intersectus
- Perissus kankauensis
- Perissus kiangsuensis
- Perissus kimi
- Perissus laetus
- Perissus latepubens
- Perissus luteofasciatus
- Perissus luteonotatus
- Perissus magdalenae
- Perissus mimicus
- Perissus multifenestratus
- Perissus myops
- Perissus nilgiriensis
- Perissus ogasawarensis
- Perissus pacholatkoi
- Perissus parvulus
- Perissus paulonotatus
- Perissus perfluus
- Perissus persimilis
- Perissus quadrimaculatus
- Perissus quercus
- Perissus rayus
- Perissus rhabdotus
- Perissus rhaphumoides
- Perissus rubricollis
- Perissus ruficornis
- Perissus scutellatus
- Perissus sinho
- Perissus testaceoapicalis
- Perissus thibetanus
- Perissus trabealis
- Perissus tsutsumii
- Perissus variesignatus
- Perissus wenroncheni
- Perissus x-littera